# Vertemate con Minoprio
Vertemate con Minoprio (lombardul: Vertemaa cont Minoeubra) település Olaszországban, Lombardia régióban, Como megyében. Lakosainak száma 4121 fő (2023. január 1.). Vertemate con Minoprio Cadorago, Cantù, Fino Mornasco, Cermenate és Cucciago községekkel határos.

## Népesség
A település lakossága az elmúlt években az alábbi módon változott:
| Lakosok száma | 3864 | 4128 | 4162 | 4121 |
|               | 2003 | 2017 | 2018 | 2023 |